# دمیرچی (شماخی)
دمیرچی (به لاتین: Dəmirçi) یک منطقه مسکونی در جمهوری آذربایجان است که در شهرستان شماخی واقع شده است. دمیرچی ۸۹۱ نفر جمعیت دارد. بیشتر مردم آن از تات‌های قفقاز هستند.